# Promenade d'amour
Pour plus de détails, voir Fiche technique et Distribution.
Promenade d'amour est un film muet français réalisé par Georges Denola, sorti en 1911.

## Fiche technique
- Titre : Promenade d'amour
- Réalisation : Georges Denola
- Scénario :
- Photographie :
- Montage :
- Producteur :
- Société de production : Société cinématographique des auteurs et gens de lettres (S.C.A.G.L)
- Société de distribution :  Pathé Frères
- Pays d'origine :  France
- Langue : film muet avec les intertitres en français
- Format : Noir et blanc — 35 mm — 1,33:1 — Muet
- Genre : Comédie
- Métrage : 195 mètres
- Durée : 6 minutes
- Dates de sortie :
  -  France : 1er février 1911

## Distribution
- André Hall : le jeune cocher
- Émile Mylo : le patron
- Mistinguett : Marie
- Paul Landrin : Jean
- Gaston Sainrat
- Paul Fromet
- Anatole Bahier
- Renée Bussy
- Paul Polthy
- Gabrielle Chalon
- Augusta Vallée
- Dupré
- Edmond
- Faivre fils
- Benoît
- Henriett